# Colonna Mediterranea
Colonna Mediterranea, comúnmente conocido como monumento de Luqa (en maltés: Il-Monument ta' Ħal Luqa   ) es un obelisco monumental del siglo XXI en Luqa, Malta. El arte abstracto ha creado controversia local e internacional por su apariencia fálica.

## Ubicación
Colonna Mediterranea se encuentra en una rotonda en Luqa, conocida por los lugareños como la rotonda del Lidl, ya que hay un supermercado Lidl cerca. Está en Carmel Street, una calle muy transitada al lado del aeropuerto de Luqa exactamente en una de las entradas de la ciudad de Luqa.

## Historia

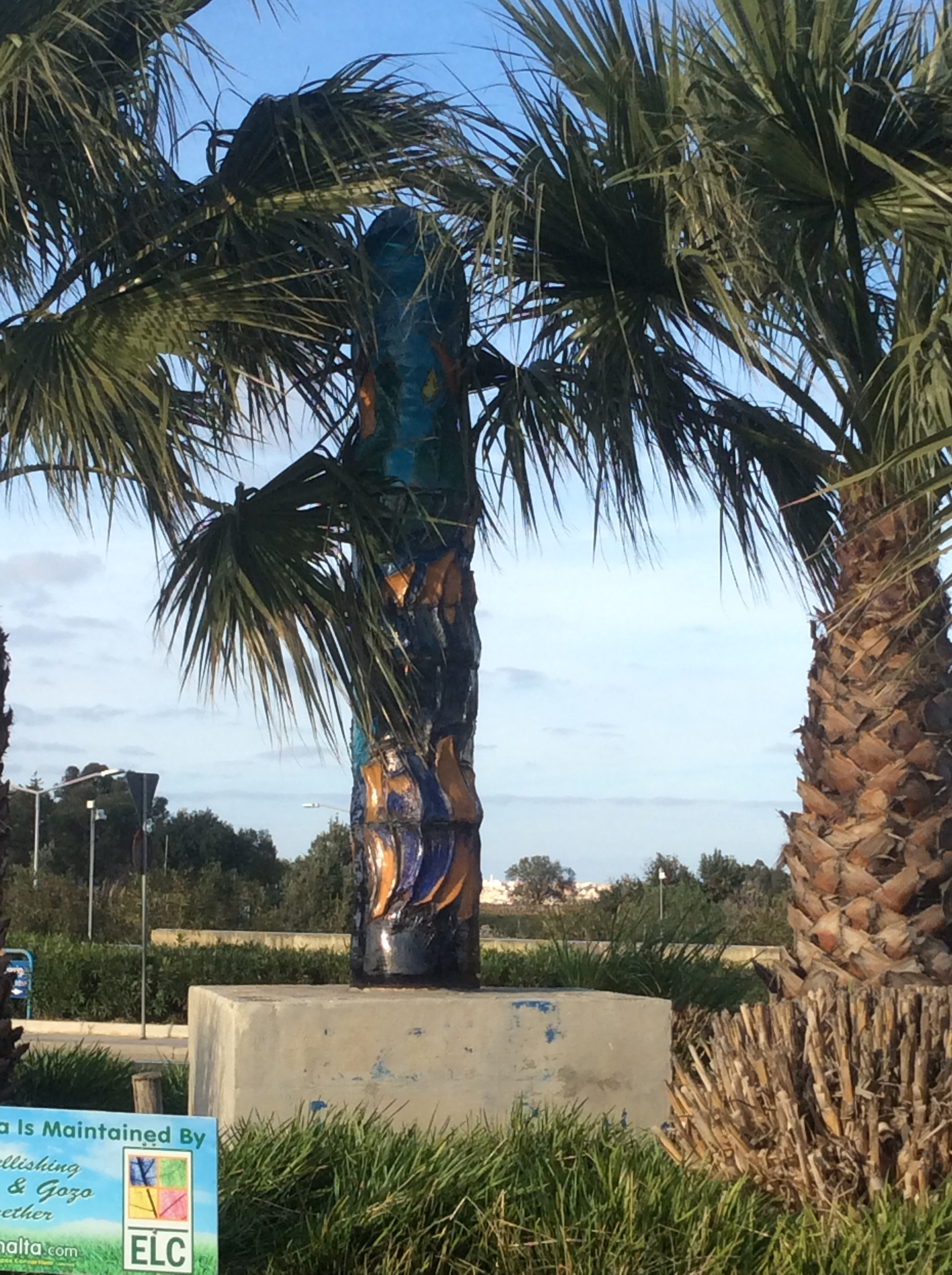
Colonna Mediterranea escondida por las palmeras

El monumento fue diseñado por el artista maltés Paul Vella Critien. Fue construido en 2006 y fue descrito por el artista como un "símbolo egipcio" en 3D, tomando la forma de un arte abstracto que representa los colores del Mediterráneo.
A pesar de su descripción de un obelisco egipcio moderno, la descripción está muy lejos de la notable descripción que se da. No se puede decir que el monumento sea un falo, ya que según el artista no lo es, pero sigue siendo (y bien conocido) como un "monumento fálico". El monumento ha sido descrito como "vulgar", "obsceno" y "ofensivo". El alcalde de Luqa, John Schembri, ha pedido su remoción. Durante la visita del Papa Benedicto XVI a Malta, personas como el Consejo local de Luqa y la Arquidiócesis de Malta pidieron su remoción. Una encuesta realizada por Malta-Surveys encontró que la mayoría de los que participaron querían que el monumento se quedara. El monumento recibió una amplia cobertura de la BBC, The Daily Telegraph, The Huffington Post, ABC News, USA Today, Times of Malta, Malta Today, The Malta Independent y otros medios locales e internacionales.
Se sugirió que el monumento de 10 pies de altura Posteriormente, el monumento ha sido vandalizado y luego restaurado. El vandalismo implicó el daño de la parte superior del monumento. De ahí que a su apariencia fálica se describiera el vandalismo como haber sido un procedimiento médico para ser circuncidado. El Gobierno de Malta ha plantado grandes palmeras junto a él, probablemente para ocultarlo. Estos árboles fueron posteriormente podados, durante el proyecto de restauración tras el vandalismo, que dejó al descubierto el monumento nuevamente.
El mantenimiento y las decisiones relativas al monumento no corresponden al consejo local de Luqa sino al Ministerio de Transporte (Gobierno de Malta). El monumento estaba bajo aviso legal para ser removido en el mismo año en que se erigió, en 2006, ya que no tiene un permiso de la Autoridad de Planificación y Medio Ambiente de Malta (MEPA), pero hasta el presente todavía se encuentra en su lugar, y probablemente esté allí. quedarse. Tal fue la controversia alrededor del monumento que Vodafone Malta aprovechó su notoriedad para un anuncio. Joe Demicoli, un cantante y actor cómico bien establecido, también ha escrito una canción con un video dedicado al monumento. Es de notar que los símbolos fálicos son comunes en el patrimonio cultural maltés.

## Otros monumentos
Antes de Colonna Mediterranea, Paul Vella Critien creó otro monumento similar en San Gwann, a saber, Kolonna Eterna en 2003. Critien finalmente inauguró otro monumento en la Escuela Secundaria Superior de Naxxar en 2015. El artista también ha creado monumentos similares en otras partes del mundo, por ejemplo, en Italia, Alemania y Australia.